# 陸煒 (嘉靖進士)
陸煒（1522年—？），字文蔚，錦衣衛官籍浙江嘉興府平湖縣人，明朝政治人物。

## 生平
嘉靖二十二年（1543年）癸卯科順天鄉試第一百名舉人，二十三年（1544年）中式甲辰科會試第三百十八名，二甲第四十一名進士。原任內閣中書舍人，座師編修沈坤，歷官尚寶司司丞，三十二年（1553年）三月升尚寶司少卿，三十四年（1555年）七月升尚寶司卿，三十六年（1557年）三月升太僕寺少卿。四十三年（1564年）三月起改太常寺少卿提督四夷館。

## 家族
曾祖陸軾，贈驃騎將軍後軍都督府都督僉事；祖父陸墀，贈驃騎將軍後軍都督府都督僉事；父陸松，錦衣衛後軍都督府都督僉事 贈榮祿大夫後軍都督府都督同知。前母張氏（贈夫人）、范氏（贈夫人）；母李氏。慈侍下。兄陸炳，壬辰武舉錦衣衛管衛事指揮使。